# ستيف إليس
ستيف إليس (بالإنجليزية: Steve Ellis)‏ هو مجدف بريطاني، ولد في 29 فبراير 1968.

## وصلات خارجية
- ستيف إليس على موقع الاتحاد الدولي للتجديف (الإنجليزية)